# 洮阳城遗址
洮阳城遗址，位于中国广西壮族自治区全州县永岁公社大塘大队梅潭村，为一个省级文物保护单位，类型为古遗址，为第二批广西壮族自治区文物保护单位，公布时间为1981年8月25日。
洮阳城遗址的历史年代为汉～隋。